# Thomas Fernandez
Thomas Fernandez, né le 3 août 1970 à Albi, est un footballeur français, devenu entraîneur.

## Biographie

### Carrière de joueur
Formé au Toulouse FC où il réalise l’essentiel de sa carrière de joueur professionnel en y jouant six saisons professionnels et dispute 56 matchs de Division 1. Il signe ensuite au Pau FC qui évolue en troisième division. Dès la première saison, le club est rétrogradé en quatrième division. Après deux saisons au club, il rejoint l'Olympique Alès en D3 où il passe une saison avant de rejoindre le Montauban FC qui évolue en D4. Il y passe également deux saisons avant de rejoindre en 1999 à La Roche-sur-Yon Foot qui évolue au même niveau. Lors de cette première saison, il est champion de D4 et le club est promu a l’échelon supérieur. Malgré le maintien la saison suivante, il quitte le club est rejoint le Poiré-sur-Vie Foot en tant qu’entraîneur-joueur.

### Carrière d’entraîneur
Il devient en 2002 l'entraîneur de Vendée les Herbiers Football qui évolue en cinquième division. Lors de la saison 2005-2006, il est champion de CFA2 et promu en division supérieur mais le club est relégué dès la saison suivante. Il retrouve la CFA2 deux saisons avant d'être de nouveau promu en CFA.
En juin 2013, il devient le responsable du centre de formation de l'Olympique de Marseille dont il entraîne les moins de 19 ans. La saison suivante, il devient l'entraîneur de l'équipe réserve avec laquelle il est champion de CFA2 dès la première saison et promu en CFA. 
En avril 2016, Míchel, entraîneur de l'équipe première, est limogé et remplacé par Franck Passi. Ce dernier, que Thomas Fernandez connaît depuis son début de carrière au Toulouse FC, le choisit en tant qu'entraîneur adjoint. L'OM se qualifie pour la finale de la coupe de France mais s'incline contre le Paris Saint-Germain. Le duo reste en poste la saison suivante, jusqu'au remplacement de Passi par Rudi Garcia en octobre 2016.
En janvier 2017, il suit Franck Passi qui vient d'être nommé entraîneur du Lille OSC. Leur contrat n'est pas renouvelé en fin de saison. 
En novembre 2018, il est recruté par le SM Caen en tant qu'entraîneur de l'équipe réserve. Il occupe le poste jusqu'en juin 2019.
Il devient l'assistant de Frank Passi aux Chamois niortais entre janvier et juin 2020. L'équipe deux-sévrienne, 18e après 26 journée, est sauvé in extremis de la relégation en National grâce à l'arrêt des compétitions décidée par la LFP dans le contexte de pandémie de Covid-19.
Thomas Fernandez prend en charge les U19 du Toulouse FC entre 2020 et 2023.
Il occupe à partir du 3 août 2023 la fonction de directeur de la formation du Stade lavallois.
Moins d'un an plus tard, Thomas Fernandez démissionne à quelques jours de la réouverture du centre de formation lavallois pour rejoindre le club saoudien d'Al-Ittihad en tant qu'entraîneur-adjoint de Laurent Blanc.

## Palmarès
Avec le La Roche-sur-Yon Foot, il est champion de CFA en 1995.
En tant qu’entraîneur, il est champion de CFA2 en 2006 avec Vendée les Herbiers Football puis en 2015 avec l'équipe réserve de l'Olympique de Marseille.